# ブルーキャッツアイ

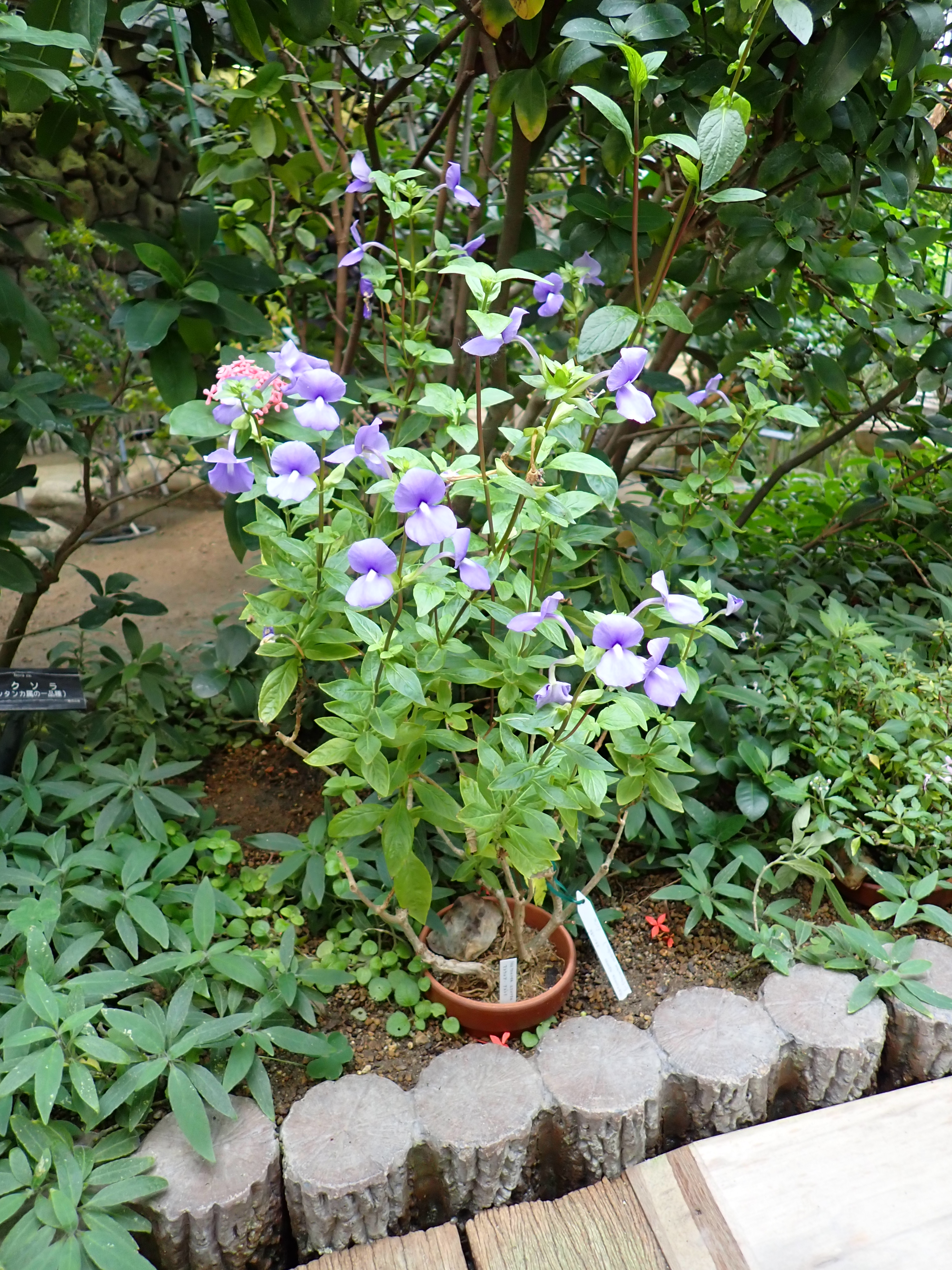
植栽

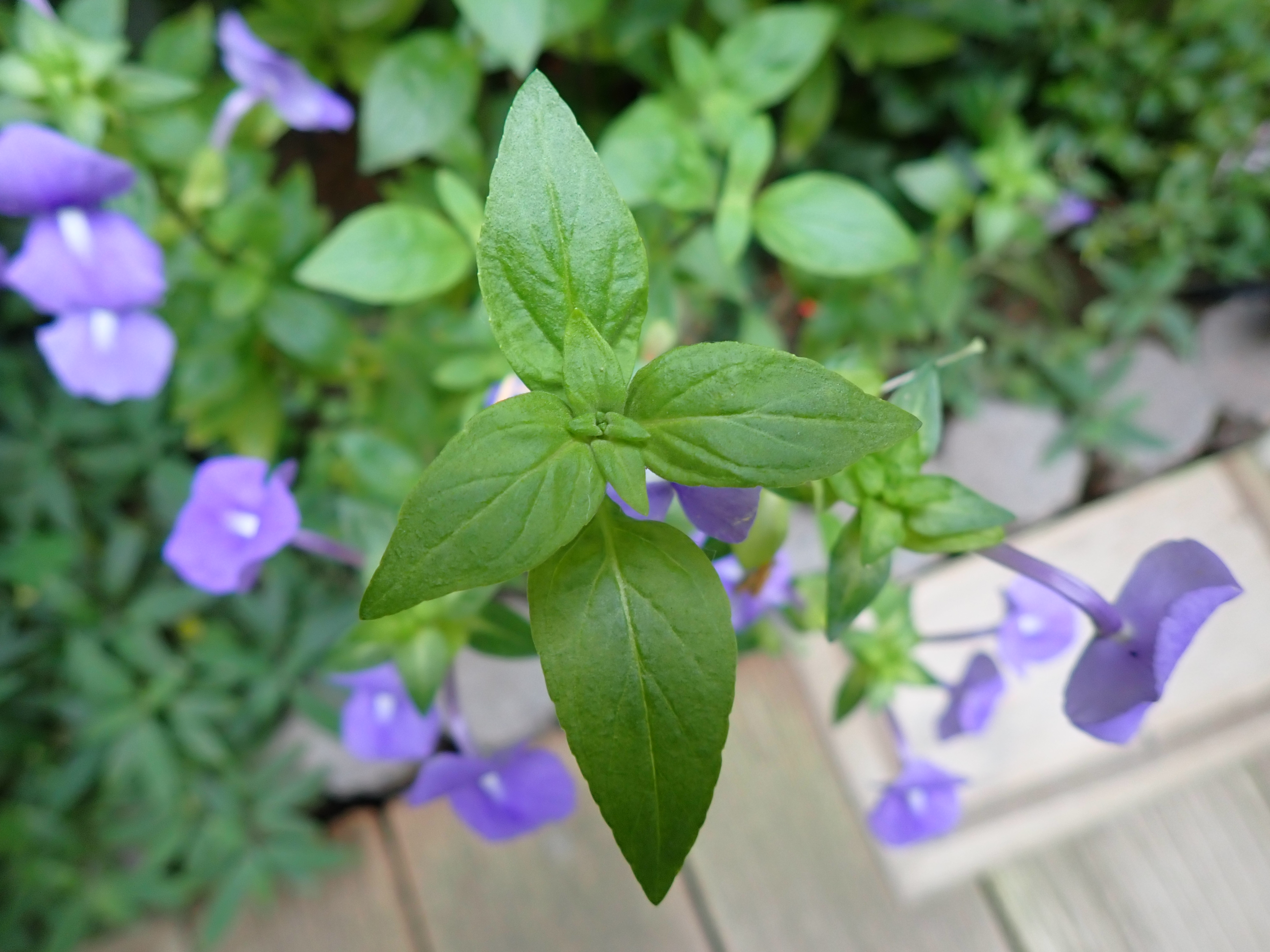
対生する葉

ブルーキャッツアイ（別名：アマゾンブルー、オタカンサス、マトウレア・アズレア、学名：Matourea azurea）はオオバコ科（旧ゴマノハグサ科）マトウレア属の多年生草本。
名前はネコの瞳を連想させる花の形にちなむ。

## 特徴
高さ1–2 m。茎は基部で分枝する。茎と葉に腺毛があり粘つく。茎は円柱形。葉は卵形～広楕円形で対生し、葉縁は微鋸歯縁で葉先は鋭形。花冠は筒状で、先は上下に唇型に分かれ、青紫色で中心部に白い筋が入る。開花期は10月–翌年4月で、次々と花を咲かせる果実は蒴果で長さ8 mm、種子は非常に小さい。

## 分布
南米ブラジル、オーストラリア原産。POWOではブラジル南東部原産で、ハワイやモーリシャスなどへ移入とされる。

## 利用
地植え、鉢物用。暑い季節は水切れに注意する。育てやすく開花期間が長いので、こまめに花がらを摘むと春まで花を楽しめる。熱帯原産で耐寒性は弱いため、冬越し時は屋内に取り込んで管理する。繁殖は春に挿し芽や株分けで行う。